# Управление научно-технической политики
Управление научно-технической политики (англ. Office of Science and Technology Policy, OSTP) — департамент правительства США, входящий в состав Исполнительного офиса президента США, учреждённый Конгрессом США 11 мая 1976 года с широким мандатом консультировать президента по вопросам влияния науки и техники на внутренние и международные дела.
Директор офиса традиционно известен в просторечии как советник президента по науке. Последним назначенным директором был математик и генетик Эрик Ландер, который был приведён к присяге 2 июня 2021 года. Ландер подал в отставку 18 февраля 2022 года после обвинений в неправомерных действиях.
16 февраля 2022 года администрация Байдена объявила, что заместитель директора Алонда Нельсон будет исполнять обязанности директора, а бывший директор NIH Френсис Коллинз будет исполнять обязанности научного советника. Оба вступили в должность 18 февраля 2022 года. Арати Прабхакар была назначена на директором Управления научно-технической политики.
25 августа 2022 года OSTP выпускает руководство по немедленному предоставлению свободного доступа ко всем финансируемым из федерального бюджета исследованиям в США, что положило конец более чем 50-летнему кризису сериалов.

## История

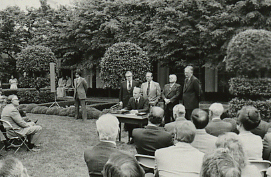
Президент Форд подписывает H.R. 10230, учреждающий Управление научно-технической политики

Президент Ричард М. Никсон ликвидировал Президентский комитет по науке после того, как его второй советник по науке Эдвард Э. Дэвид-младший ушёл в отставку в 1973 году, вместо того, чтобы назначить замену. В 1975 году президент Американского физического общества Ву Цзяньсюн встретилась с новым президентом Джеральдом Фордом, чтобы восстановить научный совет для исполнительной власти и президента, с чем согласился президент Форд. Затем Конгресс США учредил OSTP в 1976 году с широким мандатом консультировать президента и других лиц в Администрации президента по вопросам влияния науки и техники на внутренние и международные дела. Закон 1976 года также уполномочивает OSTP возглавлять межучрежденческие усилия по разработке и внедрению обоснованной научно-технической политики и бюджетов, а также работать с частным сектором, государственными и местными органами власти, научными и высшими учебными заведениями и другими странами с этой целью.
При президенте Дональде Трампе штат OSTP сократился со 135 до 45 человек. Должность директора OSTP оставалась вакантной более двух лет, что стало самой продолжительной вакансией на этой должности с момента основания офиса. Кельвин Дрогемайер, учёный-атмосферист, который ранее занимал пост вице-президента по исследованиям в Оклахомском университете, был выдвинут на эту должность 1 августа 2018 года и утверждён Сенатом 2 января 2019 года. Майкл Крациос был выдвинут президентом Трампом на должность четвёртого главного технического директора США и заместителя директора OSTP в марте 2019 года и был единогласно утверждён Сенатом 1 августа 2019 года.
Президент Джо Байден назначил, а позже Сенат единогласно утвердил Эрика Лэндера главой Управления научно-технической политики, что является должностью на уровне кабинета министров.
В 2022 году Управление научно-технической политики Белого дома провело круглый стол с некоторыми ведущими учёными страны, чтобы обсудить необходимость борьбы с климатическим кризисом и контраргументы в пользу отсрочки действий по борьбе с изменением климата. Это первый случай, когда Белый дом признал учёных, которые изучают операцию по отрицанию изменения климата, проводимую промышленностью ископаемого топлива.

## Персонал
Ключевые должности различаются в разных администрациях и не всегда публикуются в Интернете. Нынешние заместители директора перечислены в алфавитном порядке по портфелю и не указывают порядок рангов.
- Директор Управления научно-технической политики: Алонда Нельсон (и. о.)[20]
  - Заместитель директора по климатологии: Джейн Любченко
  - Заместитель директора по энергетике: Салли Бенсон[англ.]
  - Заместитель директора по здравоохранению и биологическим наукам: Кэрри Волинец
  - Заместитель директора по национальной безопасности: Джейсон Мэтени[англ.]
  - Заместитель директора по политике: Кей Коидзуми[англ.]
  - Заместитель директора по науке и обществу: Алонда Нельсон
  - Главный технический директор США[англ.]: Вакантно
  - Начальник штаба: Марк Айдинофф

## Задачи и структура
Задачи Офиса научно-технической политики:
- консультирование Президента и Администрации Президента по вопросам науки и технологий;
- укрепление и развитие американской науки и технологий;
- взаимодействие с федеральными министерствами, ведомствами и Конгрессом для формирования смелых идей, единых стратегий, четких планов, разумной политики и эффективных, справедливых научно-технических программ;
- сотрудничество с внешними партнерами, включая промышленность, научные круги, благотворительные организации и гражданское общество; органы власти штатов, местного, племенного и территориального уровня; а также другие страны;
- обеспечение равенства, инклюзивности и добросовестности во всех аспектах науки и технологий.

Основные группы Офиса научно-технической политики:
1. Климат и окружающая среда;
2. Здравоохранение;
3. Промышленные инновации;
4. Национальная безопасность;
5. Наука и общество;
6. Технологии.

## Директора
| №. | Портрет | Имя                        | Период    | Президент        |
| -- | ------- | -------------------------- | --------- | ---------------- |
| 1  |         | Гайфорд Стевер             | 1976-1977 | Джеральд Форд    |
| 2  |         | Франк Пресс                | 1977-1981 | Джимми Картер    |
| -  |         | Бенджамин Губерман (и. о.) | 1981      | Рональд Рейган   |
| 3  |         | Джордж Кейворт II          | 1981-1985 | Рональд Рейган   |
| -  |         | Джон МаКтегю (и. о.)       | 1986      | Рональд Рейган   |
| -  |         | Ричард Джонсон (и. о.)     | 1986      | Рональд Рейган   |
| 4  |         | Уильям Роберт Грэм         | 1986-1989 | Рональд Рейган   |
| -  |         | Томас Рона (и. о.)         | 1989      | Рональд Рейган   |
| -  |         | Уильям Уэллс (и. о.)       | 1989      | Джордж Буш — ст. |
| 5  |         | Аллан Бромли               | 1989-1993 | Джордж Буш — ст. |
| 6  |         | Джон Гиббонс               | 1993-1998 | Билл Клинтон     |
| -  |         | Керри-Энн Джонс (и. о.)    | 1998      | Билл Клинтон     |
| 7  |         | Нил Лейн                   | 1998-2001 | Билл Клинтон     |
| -  |         | Розина Бирбаум (и. о.)     | 2001      | Джордж Буш — мл. |
| -  |         | Клиффорд Габриэль (и. о.)  | 2001      | Джордж Буш — мл. |
| 8  |         | Джон Марбургер III         | 2001-2009 | Джордж Буш — мл. |
| -  |         | Тед Ваклер (и. о.)         | 2009      | Барак Обама      |
| 9  |         | Джон Холдрен               | 2009-2017 | Барак Обама      |
| -  |         | Тед Ваклер (и. о.)         | 2017-2019 | Дональд Трамп    |
| 10 |         | Кельвин Дрогемайер         | 2019-2021 | Дональд Трамп    |
| -  |         | Кей Коидзуми (и. о.)       | 2021      | Джо Байден       |
| 11 |         | Эрик Лэндер                | 2021-2022 | Джо Байден       |
| -  |         | Алонда Нельсон (и. о.)     | 2022      | Джо Байден       |
| 12 |         | Арати Прабхакар            | 2022-2025 | Джо Байден       |